# Christa Reich
Christa Reich (* 6. März 1937 in Wiesbaden) ist eine deutsche Kirchenmusikerin, evangelische Theologin und Hochschullehrerin in Mainz.

## Leben
Christa Reich studierte Kirchenmusik, Theologie und Anglistik. Das kirchenmusikalische Examen (A-Examen) legte sie 1965 ab. Bis 1993 war sie Dozentin an der Kirchenmusikschule in Frankfurt. Sie nahm sodann eine Professur für Kirchenmusik und Hymnologie im Fachbereich der Evangelischen Theologie an der Universität Mainz wahr.
Von 1986 bis 2017 leitete sie die Hessische Kantorei, den ältesten übergemeindlichen Chor der Evangelischen Kirche in Hessen und Nassau.
Schwerpunkt ihrer Arbeit war neben der praktischen Arbeit mit Chören vor allem die Erforschung der Psalmen und der liturgisch dargebotenen Psalmgebete. Auf diesem Gebiet arbeitete Christa Reich in ökumenischer Weite, was dazu führte, dass der Fachbereich der katholischen Theologie an der Universität Mainz ihr die Ehrendoktorwürde verlieh.
Zu den weiteren wissenschaftlichen Fragestellungen Christa Reichs gehört das Thema Gottesdienst. Sowohl seine theologische Grundlegung, seine Geschichte als auch seine heutige liturgische Ausgestaltung beschäftigten Christa Reich.
Ein weiteres Interesse galt der Liederkunde im Umfeld des Evangelischen Kirchengesangbuches, des Evangelischen Gesangbuches und historischer Gesangbücher. Ferner veröffentlichte sie zahlreiche hymnologische Untersuchungen und Liedpredigten.

## Veröffentlichungen (Auswahl)
- Evangelium: klingendes Wort. Zur theologischen Bedeutung des Singens. Calwer Verlag Stuttgart 1997, ISBN 3-7668-3530-0
- Die Psalmen im Evangelischen Gesangbuch, in: Werkbuch zum Evangelischen Gesangbuch. Lieferung III, Vandenhoeck & Ruprecht Verlag, Göttingen 1995, S. 7–12